# Secretaría de Desarrollo Económico de Michoacán
La Secretaría de Desarrollo Económico de Michoacán, es una de las secretarias más importantes de Michoacán la cual tiene como función crear las condiciones para la promoción de la inversión y la exportación nacional y extranjera, además de la gestión de recursos federales. Anteriormente se ha llamado Secretaría de Fomento Económico de Michoacán.
Fundamento jurídico se encuentra en la Ley Orgánica de la Administración Pública del Estado de Michoacán de Ocampo, la Ley de Fomento y Desarrollo Económico del Estado de Michoacán de Ocampo y en el Reglamento Interior de la Administración Pública Centralizada del Estado de Michoacán.

## Antecedentes
La Ley Orgánica de la Administración Pública del Estado de Michoacán de Ocampo del periodo de Víctor Manuel Tinoco Rubi como Gobernador citaba a la Secretaria lo siguiente: 
Artículo 23. A la Secretaría de Fomento Económico le corresponde el ejercicio de las siguientes atribuciones:
I. Fomentar, desarrollar y ejecutar los programas estatales de fomento industrial, comercial, minero y artesanal, procurando que invariablemente se preserve el equilibrio ecológico;
II. Fomentar la creación de fuentes de empleo a través del establecimiento de industrias, así como la creación de parques industriales y centros comerciales;
III. Promover el desarrollo de pequeñas y medianas empresas, cooperativas y la organización de productores y prestadores de servicio;
IV. Apoyar, fomentar y promover los programas de investigación y enseñanza tecnológica industrial, y la organización de los productores para facilitarles el acceso al crédito y a la tecnología, así como mejorar los sistemas de producción y comercialización;
V. Participar en la planeación y programación de las obras e inversiones tendientes a promover la racional explotación de los recursos minerales del Estado;
VI. Asesorar a entidades públicas y privadas que desarrollen actividades en el Estado en materias afines a su competencia;
VII. Proponer al Gobernador del Estado los mecanismos y estímulos económico-fiscales que faciliten el establecimiento de empresas cooperativas y otras formas de desarrollo y fomento económico;
VIII. Proponer las medidas necesarias para la protección del comercio de primera mano en el Estado;
IX. Coadyuvar en la organización y funcionamiento de centros de comercialización de productos básicos y actividades similares, para que la población acceda a ellos a los precios más bajos posibles, en coordinación con los sectores productivos y sociales y las dependencias de la Administración Pública Estatal competentes;
X. Promover la producción artesanal de las industrias familiares y proponer los estímulos necesarios para su desarrollo, así como la asociación y capacitación de los productores;
XI. Organizar y patrocinar congresos, seminarios, ferias, exposiciones y concursos sobre avances industriales, comerciales, mineros, artesanales y pesqueros;
XII. Fomentar la creación y el desarrollo de industrias y demás empresas que se establezcan en el medio rural;
XIII. Observar las bases a que deban sujetarse los concursos para la ejecución de obra pública de su competencia;
XIV. Adjudicar y vigilar el cumplimiento de los contratos de obra pública de su competencia;
XV. Realizar directamente o a través de terceros, las obras públicas convenidas por el Gobierno del Estado, que sean de su competencia; y,
XVI. Las demás que le señalen otras normas jurídicas vigentes o que le sean delegadas por el Gobernador del Estado.

## Lista de Secretarios
- Gobierno de Luis Martínez Villicaña (1986 - 1988)
  - Moisés Pardo Rodríguez
- Gobierno de Víctor Manuel Tinoco Rubí (1996 - 2002)
  - Francisco Arceo García
  - Francisco Corona Núñez
- Gobierno de Lázaro Cárdenas Batel (2002 - 2008)
  - Eloy Vargas Arreola
- Gobierno de Leonel Godoy Rangel (2008 - 2012)
  - Eloy Vargas Arreola
  - Isidoro Ruiz Argáiz
- Gobierno de Fausto Vallejo Figueroa (2012 - 2013)
  - Ricardo Martínez Suárez
- Gobierno de Jesús Reyna García (2013)
  - Juan Pablo Arriaga Diez
- Gobierno de Fausto Vallejo Figueroa (2013 - 2014)
  - Manuel Antúnez Álvarez
- Gobierno de Salvador Jara Guerrero (2014 - 2015)
  - Carlos Pfister Huerta Cañedo
  - Luis Gálvez Antúnez
- Gobierno de Silvano Aureoles Conejo (2015 - 2021)
  - Jesús Melgoza Velázquez

## Organigrama
- Oficina del Secretario
- Secretaria Particular
- Secretaria Técnica
- Delegación Administrativa
- Subsecretaria de Promoción y Atracción de Inversión
- Dirección de Promoción
- Dirección de Oferta Exportable
- Dirección de Atracción de Inversión
- Subsecretaria de Desarrollo de Pequeña y Mediana Empresa
- Dirección de Impulso a las Pequeñas y Medianas Empresas
- Dirección de Desarrollo Industrial
- Dirección de Atención y Servicio a la Gestión Empresarial
- Dirección de Calidad
- Dirección de Abasto y Comercio Popular
- Dirección del Empleo